# Mikiho Niwa
Mikiho Niwa (にわ みきほ Niwa Mikiho?) (Aichi, Japón; 27 de septiembre de 1989) es una presentadora de televisión y anteriormente actriz, modelo japonesa y miembro del grupo idol japonés Canary Club.

## Carrera
Interpretó el papel de Moune/Gosei Yellow en la trigésimo cuarta serie de Super Sentai Tensō Sentai Goseiger, y apareció en la película de 2011 Cheerfu11y. De 2011 a 2013, Mikiho fue modelo habitual de la revista SEDA. En 2013 se convirtió en presentadora del tiempo en el programa matutino Zip de Nippon TV.
En noviembre de 2016, Niwa anunció su matrimonio con un compañero presentador de NTV.